# هجرة قروان (سنحان)

تعديل مصدري - تعديل

هجرة قروان هي إحدى قرى عزلة وادي الأجبار بمديرية سنحان وبني بهلول التابعة لمحافظة صنعاء، بلغ تعداد سكانها 817 نسمة حسب تعداد اليمن لعام 2004.